# Émetteur de la Madone
L'émetteur de la Madone est un site de diffusion ondes moyennes et FM  situé à une altitude de 1 000 mètres, sur le territoire de la commune de Peille dans les Alpes-Maritimes, en France.
Il a été mis en service courant 1965 en tant que premier centre de diffusion grandes ondes de Radio Monte-Carlo.
Il a diffusé de fin septembre 2007 au 31 juillet 2015, sur ondes moyennes  428 mètres (702 kHz), le programme de Radio Chine Internationale. Il a transmis sur ondes moyennes  205 mètres (1 467 kHz), uniquement en journée de novembre 2007 au 31 octobre 2016, le programme religieux de Radio Maria.
Le 28 septembre 2021, en présence de nombreuses personnalités, S.A.S le Prince Albert II de Monaco a baptisé le centre émetteur « Lucien Allavena » à la mémoire de l’ancien directeur technique de Radio Monte-Carlo décédé en 2018,.

## Histoire

### Les grandes ondes
En 1965, Radio Monte-Carlo qui émet depuis sa création en 1943 sur ondes moyennes 205 mètres (1 467 kHz) avec un émetteur dont la puissance a été plusieurs fois augmentée pour atteindre 400 kW, ambitionne d'élargir sa zone d'écoute. Le centre émetteur de la Madone est inauguré cette année-là.

#### Caractéristiques techniques
Il dispose d'un système d'antenne directionnel composé de trois pylônes de 320 mètres (un émetteur, un directeur et un réflecteur), orienté vers Bordeaux, donc sensiblement est-ouest, afin de ne pas occasionner de brouillage à la radio norvégienne qui émet sur la même fréquence, et de deux émetteurs de 600 kW, soit 1 200 kW. Les résultats obtenus ne furent pas ceux escomptés, le site n'étant pas favorable à une excellente transmission pour les grandes ondes.
RMC est reçu confortablement au sud d'une ligne Valence-Bordeaux, les régions situés plus au nord ainsi que le Grand Ouest sont moins bien desservies.
Pour ces raisons, RMC qui veut élargir sa zone de diffusion recherche un nouveau site à cet effet, à pas plus de 100 kilomètres pour cause de monopole ORTF.
À l'étude des cartes géologiques, on remarque que le sous-sol du plateau de Valensole est riche avec ses alluvions en profondeur.
Comme la commune de Roumoules est en plein remembrement, un site de diffusion est proposé sur son territoire.
La décision de construire le nouveau centre est prise en novembre 1972 et Roumoules diffuse le programme grandes ondes de Radio Monte-Carlo à partir du 15 juillet 1974 en doublure avec celui de la Madone.

#### La transformation du site en centre de diffusion ondes moyennes
Le centre de la Madone est rapidement transformé en centre émetteur ondes moyennes. Il diffuse le programme de RMC Italie sur 702 kHz depuis le 31 décembre 1974 avec la mise en service d'un premier émetteur de 600 kW et un second le 20 avril 1975, en fait, les 2 anciens utilisés pour la transmission du programme GO, grâce à un système d'antenne composé de deux pylônes (un émetteur et un réflecteur) de hauteur proche de 200 mètres, orientés vers Milan. La réception confortable du programme s'étend du Nord de l'Italie jusqu'aux portes de Rome, ce qui occasionne un doublement de la zone d'écoute et un au moins, un triplement de l'auditoire.
Deux autres pylônes diffusent le programme grandes ondes, toujours sur Ondes Moyennes 1 467 kHz. Le soir, des programmes religieux sont diffusés sur cette fréquence.

#### Reprise du Centre par la sociétéMCR Monte-Carlo Radiodiffusion
MCR, diffuseur radiophonique monégasque créé en 1994, reprend le centre.
La diffusion du programme RMC Italie cesse sur les ondes moyennes 702 kHz en 1993 et continue à travers la péninsule sur le réseau FM de RMC Italie, très développé, beaucoup plus du reste que le réseau FM Français.
Ensuite, le programme allemand de la DLF est diffusé durant plusieurs mois sur les ondes moyennes 702 kHz, sur un axe de tir désormais orienté non plus vers Milan, mais approximativement vers Marseille.
Le diffuseur allemand n'ayant pas renouvelé sa demande, le programme de la RAI est désormais diffusé sur la même fréquence, à nouveau réorienté vers l'Italie.
Restée muette de longs mois, la fréquence 702 kHz a retransmis entre fin septembre 2007 et le 31 juillet 2015, le programme de Radio Chine International au moyen d'un émetteur de 400 kW. De régionale en période diurne, la zone d'écoute devient au moins nationale en période pré-nocturne et nocturne.
Pour ce qui concerne les OM 205 mètres (1 467 kHz), elles ont non seulement assuré la diffusion du programme français, avec un émetteur de 50 kW depuis 1984, mais aussi dans les années 1985/1987 durant deux étés, le programme de RMC Chypre en langue arabe, celui de Superloustic à la fin de la décennie 1990, en 2007 le programme de Zone 80 et, de novembre 2007 au 31 octobre 2016, le programme religieux de Radio Maria.
Ces programmes s'interrompent en début de soirée afin de laisser libre cette fréquence pour la diffusion depuis l'émetteur de Roumoules des programmes religieux de la TWR.

#### Évolution vers la diffusion FM
Par la suite, au tout début de la décennie 1980, le centre de la Madone devient également un centre de diffusion FM qui diffuse les programmes de RMC Côte d'Azur sur 90.3, RMC Rock sur 93.5 et RMC Classique sur 102.8 qui cessent d'être diffusés dans le courant du dernier trimestre 1993.
Progressivement, des programmes en italien de RMC sur 106.8, anglais de Radio Riviera sur 106.5 et allemand de Radio Plus sur 95.4 sont diffusés.
Au fil des années, MCR assure la diffusion d'autres programmes FM tels ceux de RFM, Cherie FM, Radio Monaco, MFM, Nostalgie, RMC, Jazz Radio, Radio Riviera, RMC 1 et RMC 2 (en italien), Virgin Radio, Radio Star, France Info et Radio Chine Internationale entre novembre 2007 et mi-août 2015.